# Местор (сын Приама)
Местор (др.-греч. Μήστωρ) — персонаж древнегреческой мифологии, сын Приама от наложницы. В «Илиаде» упомянут как убитый. Сторожил коров Приама (или Энея) на горе Ида, убит Ахиллом в начале войны  вместе с пастухами стад Энея.